# Bernardo de Irigoyen (ort)
Bernardo de Irigoyen är en ort i Argentina.   Den ligger i provinsen Santa Fe, i den centrala delen av landet, 400 kilometer nordväst om huvudstaden Buenos Aires. Bernardo de Irigoyen ligger 44 meter över havet och antalet invånare är 1 899.
Terrängen runt Bernardo de Irigoyen är mycket platt. Närmaste större samhälle är Gálvez, 16,5 kilometer norr om Bernardo de Irigoyen.
Trakten runt Bernardo de Irigoyen består till största delen av jordbruksmark. Runt Bernardo de Irigoyen är det glesbefolkat, med 18 invånare per kvadratkilometer.